# Diospyros mindanaensis
Diospyros mindanaensis là một loài thực vật có hoa trong họ Thị. Loài này được Merr. mô tả khoa học đầu tiên năm 1909.